# 46-os villamos (Bécs)
A bécsi 46-os jelzésű villamos Bécs ringen kívüli részén halad. A vonal 4,580 km hosszú, így ez Bécs 3. legrövidebb villamosvonala.

## Megállóhelyei
| 46 (Ring, Volkstheater ◄► Joachimsthalerplatz) | 46 (Ring, Volkstheater ◄► Joachimsthalerplatz) | 46 (Ring, Volkstheater ◄► Joachimsthalerplatz) | 46 (Ring, Volkstheater ◄► Joachimsthalerplatz) | 46 (Ring, Volkstheater ◄► Joachimsthalerplatz) |
| Perc (↓)                                       | Megállóhely                                    | Perc (↑)                                       | Átszállási kapcsolatok                         |                                                |
| ---------------------------------------------- | ---------------------------------------------- | ---------------------------------------------- | ---------------------------------------------- | ---------------------------------------------- |
| 0                                              | Ring, Volkstheater végállomás                  | 20                                             | U3 1, 2, 49, 71, D, U2Z 48A                    |                                                |
| ∫                                              | Schmerlingplatz, Volkstheater                  | 19                                             |                                                |                                                |
| 2                                              | Auerspergstraße                                | 17                                             |                                                |                                                |
| 4                                              | Strozzigasse                                   | 15                                             | 13A                                            |                                                |
| 5                                              | Schottenfeldgasse                              | 14                                             |                                                |                                                |
| 7                                              | Thaliastraße                                   | 13                                             | U6 5                                           |                                                |
| 8                                              | Brunnengasse                                   | 11                                             |                                                |                                                |
| 10                                             | Thaliastraße, Haberlgasse                      | 9                                              |                                                |                                                |
| 11                                             | Feßtgasse                                      | 8                                              | 9                                              |                                                |
| 13                                             | Schuhmeierplatz                                | 6                                              | 10A                                            |                                                |
| 15                                             | Ottakring                                      | 5                                              | U3 S45 44 45A, 46A, 46B, 48A                   |                                                |
| 16                                             | Maroltingergasse                               | 3                                              | 10, 44 45A, 46A, 46B                           |                                                |
| 18                                             | Rankgasse                                      | 1                                              | 10 48A                                         |                                                |
| 21                                             | Joachimsthalerplatz végállomás                 | 0                                              | 10 48A                                         |                                                |